# Martín Burt
Martín Burt Artaza (Asunción, 21 de mayo de 1957) es un empresario, escritor y político paraguayo. Fue intendente municipal de Asunción (1996-2001) y ex Jefe de Gabinete del presidente de Paraguay (2012-2013).

## Biografía
Burt nació en Asunción, Paraguay, el 21 de mayo de 1957, hijo de Daniel Gordon Burt y Deidamia Artaza. Su educación primaria la realizó en el American School of Asunción (ASA) y su educación secundaria en el Colegio Cristo Rey; además, estuvo un año en el servicio militar obligatorio como cabo de la Policía Militar.
En 1980, Burt recibió su licenciatura en Administración Pública y Estudios Interamericanos de la University of the Pacific en Stockton, California, donde también se desempeñó como presidente del Centro de Estudiantes. Al año siguiente, asistió a la George Washington University para obtener una Maestría en Ciencia, Tecnología y Políticas del Sector Público. Luego, en el 2016, recibió un doctorado en Economía del Desarrollo y Desarrollo Internacional en la Tulane University.

## Carrera

### Fundación Paraguaya
Burt tiene una vasta trayectoria en el sector de las organizaciones sin fines de lucro, en la función pública y en el ámbito académico, destacándose su período como intendente de la ciudad de Asunción y el haber fundado la Fundación Paraguaya. Burt fundó la Fundación Paraguaya en 1985, mientras Paraguay aún estaba bajo el gobierno autoritario del general Alfredo Stroessner. La Fundación Paraguaya ha desarrollado varios programas diseñados para eliminar la pobreza a través del emprendedurismo. En 2003 la Congregación Católica de los Hermanos de La Salle entrega a la Fundación Paraguaya la Escuela Agrícola San Francisco, ubicada en Cerrito, la cual es convertida en una escuela secundaria agrícola autosuficiente que está al servicio de la juventud rural pobre. Desde entonces, la Fundación ha trabajado para replicar este modelo en 50 escuelas de todo el mundo.
En 2006, Burt cofundó Teach a Man to Fish, una organización benéfica con sede en Londres, Inglaterra, junto a Nik Kafka, un ex becario de la fundación, con el fin de difundir el modelo de negocio escolar dirigido por estudiantes. La Fundación Paraguaya ha recibido varios reconocimientos y distinciones de alto perfil, incluidos premios de la Fundación Skoll, la Fundación Schwab para el Emprendedurismo Social del Foro Económico Mundial y el Banco Interamericano de Desarrollo.

### Semáforo de Eliminación de Pobreza
Burt ha desarrollado una plataforma basada en su modelo del Semáforo de Eliminación de Pobreza, que lleva el mismo nombre, realizado como un proyecto de la Fundación Paraguaya. La plataforma ha sido adoptada en los niveles más altos del Gobierno de Paraguay y Burt se encuentra trabajando con organizaciones en México, Nigeria, Tanzania y Uganda para llevar el Semáforo a dichos lugares.
El Semáforo de Eliminación de Pobreza adopta un enfoque multidimensional para conceptualizar la pobreza. Con una clasificación de tres niveles (verde, amarillo y rojo), que permite a las familias autoevaluar su situación a través de 50 indicadores diferentes en 6 dimensiones distintas, la idea es que se vuelva más simple interpretar las necesidades de las personas y los programas para atender a éstas.

### Gestión administrativa y comercial
Burt ocupó posiciones clave en la administración pública y el sector empresarial, desempeñándose como secretario general, jefe de gabinete y asesor estratégico del presidente de Paraguay, Federico Franco, entre 2012 y 2013. Durante su gestión, jugó un rol central en la incorporación del Índice de Progreso Social como métrica complementaria al PIB en la evaluación del desarrollo económico del país. En el ámbito corporativo, fue elegido en dos oportunidades como presidente de la Cámara de Comercio Paraguayo-Americana. Previamente, ejerció como viceministro de Comercio entre 1991 y 1993, periodo en el cual cofundó Pro-Paraguay, una agencia especializada en la promoción de exportaciones y atracción de inversión extranjera en el país.

### Carrera política

#### Intendente de Asunción
El 17 de diciembre de 1996, Burt asumió el cargo de intendente municipal de Asunción tras ser electo para un mandato de cinco años. Accedió a la administración municipal en el marco de una coalición entre el Partido Liberal Radical Auténtico y el Partido Encuentro Nacional. Durante su gestión, se implementaron mecanismos de financiamiento para proyectos municipales, incluyendo la emisión de bonos municipales y la obtención de créditos multilaterales a través del Banco Mundial y el Banco Interamericano de Desarrollo.

## Ámbito académico
Actualmente, Burt es profesor visitante distinguido en la University of California, Irvine, y emprendedor social residente del Worcester Polytechnic Institute. También ha ocupado otros cargos académicos, incluido el de profesor titular adjunto en la Universidad Católica de Asunción de 1983 a 1984, profesor visitante de Emprendedurismo Social en la University of the Pacific, Stockton, desde 2006 hasta 2007, profesor de Emprendedurismo y Gestión en la American University of Nigeria desde 2011 hasta 2017, y profesor asistente adjunto en la Tulane University.

## Otras actividades
Burt fue cofundador de dos de las principales organizaciones ambientales sin fines de lucro de Paraguay. En 1988 cofundó la Fundación Moisés Bertoni, una ONG ambiental enfocada en la preservación de la biodiversidad y el desarrollo sostenible. También cofundó la Fundación de la Reserva de la Biosfera del Bosque Mbaracayú, dedicada a proteger de manera permanente la biosfera de la selva subtropical de Mbaracayú, ubicada en la región noreste de Paraguay, cerca de la frontera con Brasil. La Reserva del Mbaracayú es administrada por la Fundación Moisés Bertoni.
La Fundación Paraguaya y la Fundación Moisés Bertoni colaboraron para replicar el modelo de la Escuela Agrícola San Francisco en la Reserva Forestal del bosque Mbaracayú, dando origen así al Centro Educativo Mbaracayú para niñas. La escuela, fundada en 2009 con el objetivo de estar principalmente al servicio  de los Ache y de otras comunidades nativas americanas en el área, fue el tema principal del documental de 2016 Hijas del Bosque (Daughters of the Forest), de los documentalistas Samantha Grant y Carl Byker. Filmada durante un periodo de cinco años, sigue la vida de la primera promoción de la escuela desde su matriculación. La película ha sido proyectada internacionalmente desde su lanzamiento. Burt también fue cofundador de Lican Paraguay SA, una empresa social que procesa sangre animal contaminada, de los mataderos y que la convierte en hemoglobina y plasma.
Ha sido cofundador de otras organizaciones, como la Asociación Paraguaya de la Calidad, Paraguay Educa, el Club Universitario de Rugby de Asunción y el Sistema B Paraguay. Además, es miembro de la Junta Directiva de la Fundación Schwab para el Emprendimiento Social en el Foro Económico Mundial y miembro de la junta de la Red Global de Bancos de Alimentos. Ha sido asesor del WARC Group Sierra Leone desde el 2017.

## Vida privada
Durante su tiempo en Stockton, Burt conoció a su futura esposa Dorothy Wolf, con quien se casó en 1982. Tienen tres hijos y viven en Asunción, Paraguay. También tiene una hija, de una relación anterior, que vive en Estados Unidos. Por otro lado, es el sobrino del conocido artista paraguayo Michael Burt.

## Reconocimientos, premios y distinciones
- Premio Wave Maker de HCL Technologies (2020)[30]
- Premio al Emprendimiento Social en 2005,  otorgado por la Fundación Skoll
- Premio al Emprendedor Social Excepcional de la Fundación Schwab para el Emprendedurismo Social (2004)
- Premio en Microfinanzas para la Excelencia en la Responsabilidad Social del Banco Interamericano de Desarrollo
- Premio Eisenhower Fellowships de Estados Unidos y Taiwán
- Medalla Orbis Guaraniticus de la UNESCO
- Medalla Domingo Sarmiento de la Academia Nacional de Historia de la República Argentina
- Premios de la Fundación Avina, Synergos, la Cumbre Mundial para la Innovación en Educación WISE y de Nestlé.[15][31]
- Premio Albert Bandura Influencer (2014)[32]
- Premio a la Oportunidad de Colaboración (2011)
- Premio al Innovador Social del Año del Centro Ballard para la Autosuficiencia de la Universidad Brigham Young(2007)
- Premio al Alumno Distinguido de la George Washington University (2007)
- Premio al Alumno Distinguido de la University of the Pacific (2006)[33][34][35][33]

## Publicaciones, charlas y entrevistas
- 1984: Paraguay: Leyes y economía [36]
- 2016: El semáforo de Eliminación de Pobreza junto a Luis Fernando Sanabria, en Implicancias psicológicas de la pobreza[37]
- 2019: ¿Quién es dueño de la pobreza?[38]
- Reunión Anual del Foro Económico Mundial en Davos[39]
- Reunión Económica Mundial sobre América Latina[40]
- Disertante en: Aspen Ideas Festival, King Fahd University of Petroleum and Minerals, UNIAPAC, CAF - Banco de Desarrollo de América Latina, Foro Económico Mundial Islámico (WIEF), Synergos, Eisenhower Fellowships, ICERI 2014, TEDxPuraVida y TEDxBYU.[41][42][43][44][45][46][47][48][49][50][51][52]
- 2017: Conferencia Innovation Days Istanbul  2017 organizada por el PNUD en Turquía y Nesta.[53][54]